# Dimension 150
Dimension 150 war ein 1966 eingeführtes Filmaufnahmeverfahren für 70mm-Breitwandfilme.

## Hintergrund
Dimension 150 war eine Weiterentwicklung von Todd-AO. Als Cinerama nach 1962 keine Geldgeber mehr fand, um dreistreifige Filme zu produzieren, verfiel man auf die Idee 70mm Filme auf tiefgewölbte Cinerama-Leinwände aufzuführen. Todd-AO sprang auf diesen Zug auf.
Richard Vetter and Carl Williams entwickelten in der Folge eine Linse für Filmaufnahmen, mit der eine Aufführung auf einer tiefgewölbten Leinwand von 150 Grad möglich war. Damit kehrte man zur ursprünglichen Idee von Michael Todd zurück, der bereits in Oklahoma! und In 80 Tagen um die Welt in diese Richtung ging. Damals war jedoch nur ein Sehwinkel von 128 Grad möglich.
Trotz eindrücklicher Bilder setzte sich das System nicht durch, da nur wenige Kinos die Umbauarbeiten auf D-150 vornahmen. Außerdem war es für die Regisseure schwierig, mit dieser extremen Brennweite zu arbeiten. Nur gerade zwei Filme wurden in diesem Format gedreht. 20th Century Fox bewarb das System zuerst mit D-150 und schließlich mit Dimension 150.

## Filme in Dimension 150
- 1966: Die Bibel (The Bible ...In the Beginning)
- 1970: Patton – Rebell in Uniform (Patton)